# Matej Lotrič
Matej (Matevž) Lotrič, slovenski rimskokatoliški duhovnik in pesnik, * 17. september 1840, Železniki, † 15. oktober 1864, Železniki. 

## Življenje in delo
Oče mu je umrl kmalu po rojstvu. Najprej je obiskoval šolo v domačem kraju, potem pa je s podporo dobrotnikov prišel v ljubljansko normalko in gimnazijo, ki jo je leta 1861 dokončal z odliko. Nato je študiral bogoslovje in bil po tretjem letniku posvečen v duhovnika. Proti koncu počitnic je nenadno zbolel in po kratki bolezni umrl. V semenišču je urejeval domači list Lipo. Bavil se je nekaj časa z mislijo, iti v ameriške misijone. Zlagal je pesmice, po večini priložnostne in nabožne.